# Holzstraße (Düren)

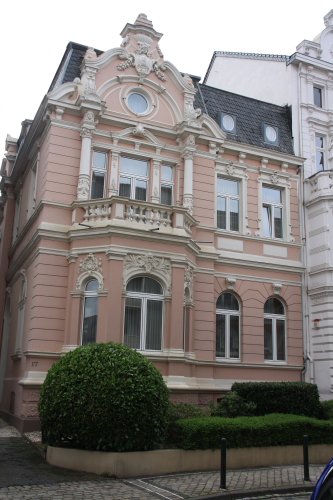
Holzstraße 17

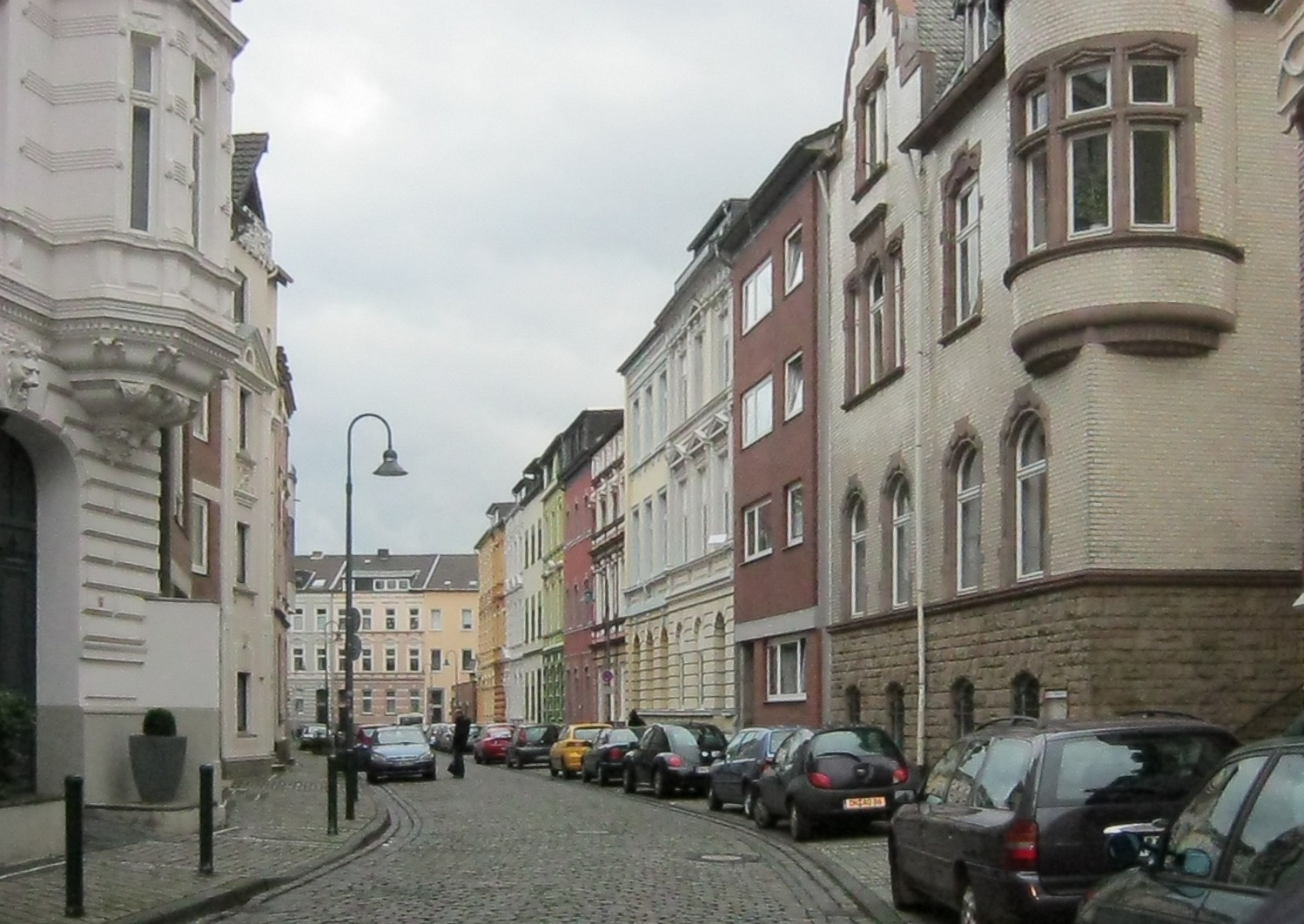
Blick in den Sackgassenbereich

Die Holzstraße in der Kreisstadt Düren in Nordrhein-Westfalen liegt im alten Stadtkern.
Die Holzstraße, die heute von der August-Klotz-Straße abzweigt und die Goethestraße kreuzt, endet durch die Einmündung in die Tivolistraße. Diese Einmündung wurde verkehrstechnisch abgebunden, so dass dieser Teilbereich als Sackgasse endet. An der Ecke Holzstraße/Goethestraße befindet sich das Finanzamt Düren in einem Gebäude aus den 1950er Jahren.
Im Sackgassenbereich stehen mehrere denkmalgeschützte Häuser, die den Luftangriff vom 16. November 1944, wobei der größte Teil der Innenstadt völlig zerstört wurde, nahezu ohne Schäden überstanden haben. Es handelt sich um folgende Häuser:
- Holzstraße 15 (Düren)
- Holzstraße 17 (Düren)
- Holzstraße 19 (Düren)
- Holzstraße 31 (Düren)
- Holzstraße 35 (Düren)
- Holzstraße 68 (Düren)

Die Holzstraße wurde im Stadtplan von Wenzel Hollar aus dem Jahre 1634 als gradliniger „Holzweg“, der als Tangente zur Stadtumwallung bis zur Rur in südliche Richtung führte, eingezeichnet. Es war die Verbindung von der heutigen Tivolistraße zur Aachener Straße. Dieser alte Holzweg diente zum Anfahren von Holz aus dem Wehrmeistereiwald bei Gey und aus der Rur, auf der Holz geflößt wurde.